# Henryk Tomaszewski (grafik)

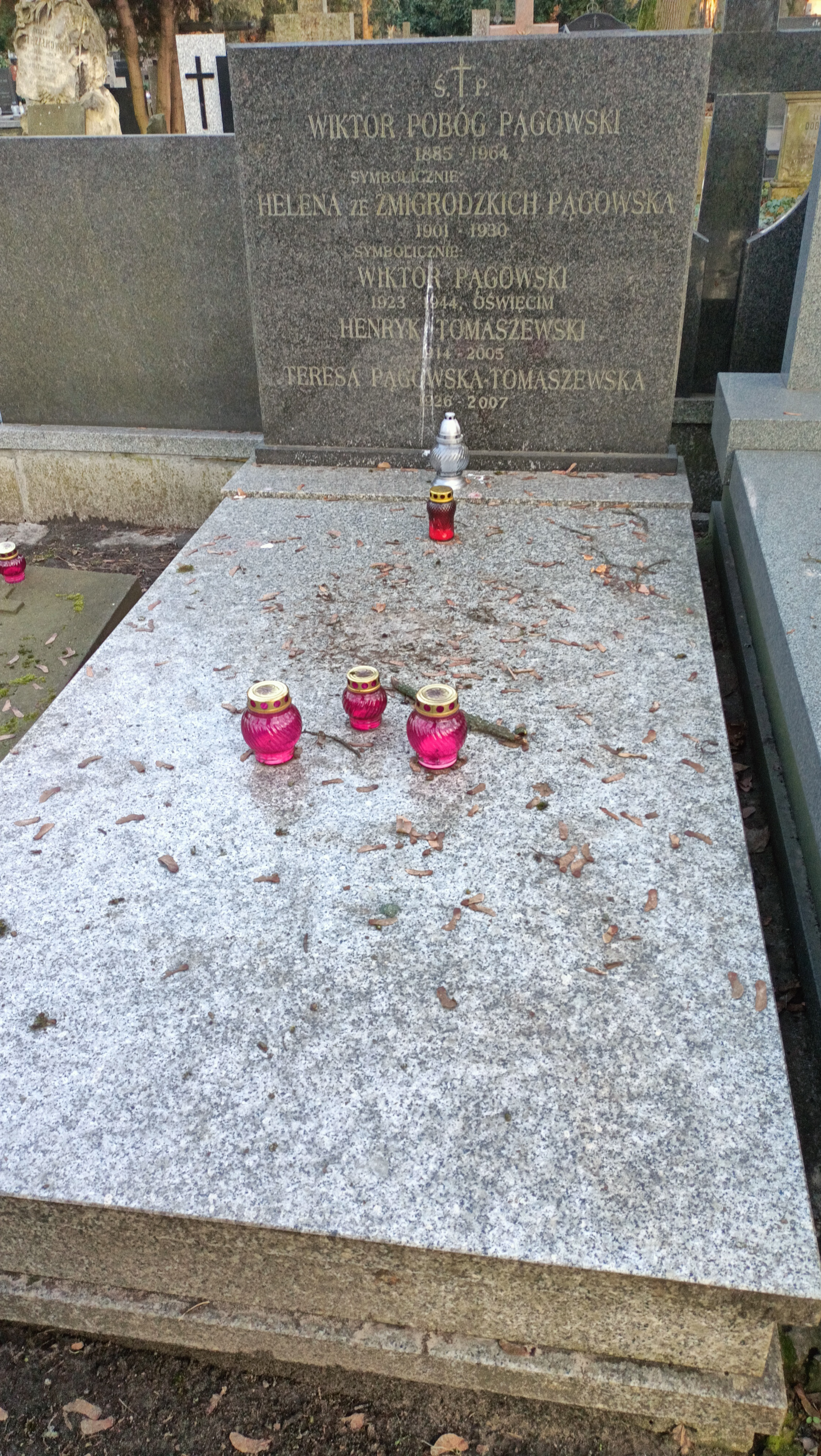
Grób Henryka Tomaszewskiego na Cmentarzu Powązkowskim

Henryk Tomaszewski (ur. 10 czerwca 1914 w Warszawie, zm. 11 września 2005 tamże) – grafik, rysownik, twórca plakatów, ilustracji, uznawany obok Józefa Mroszczaka za jednego z twórców polskiej szkoły plakatu.

## Życiorys
W latach 1929–1934 uczył się w Szkole Przemysłu Graficznego im. Marszałka Józefa Piłsudskiego w Warszawie, która dała mu zawód rysownika litografa. Kontynuował naukę, studiując malarstwo w latach 1934–1939 w warszawskiej Akademii Sztuk Pięknych, w pracowni prof. Mieczysława Kotarbińskiego. Zadebiutował w czasie studiów, projektując dwa plakaty dla Komunalnej Kasy Oszczędności. W latach 1936–1939 współpracował z czasopismem satyrycznym „Szpilki”. W 1939 r. zdobył I Nagrodę w konkursie na projekt do pawilonu przemysłu polskiego na Światowej Wystawie w Nowym Jorku i I nagrodę w konkursie na płaskorzeźbę do fryzu fasady Dworca Głównego w Warszawie.
Okres II wojny światowej spędził w Warszawie. W czasie powstania warszawskiego znalazł się w Lublinie (współpracował z lubelskim tygodnikiem „Stańczyk”), a następnie, po wojnie, w Łodzi, gdzie uczestniczył w odradzającym się życiu artystycznym. Tam wraz ze Stanisławem Sojeckim i Stefanem Stefańskim, wydawał tygodnik satyryczny „Rózgi” (1946–1947). W latach 1947–1949 był wykładowcą w Wyższej Szkole Sztuk Plastycznych w Łodzi.
W Łodzi w 1947 otrzymał (wraz z Erykiem Lipińskim) propozycję projektowania plakatów dla przedsiębiorstwa Film Polski. Decyzja o przyjęciu tej propozycji była pierwszym krokiem na drodze, która zaowocować miała zjawiskiem polskiej szkoły plakatu. Tomaszewski był jej ojcem i zarazem jednym z jej najwybitniejszych przedstawicieli. Stworzył koncepcję plakatu opartego na skrócie plastycznym, metaforze, graficznej interpretacji przesłania filmu. Jego ówczesne plakaty charakteryzują: malarskość, swoboda, żart, poetycki klimat. Znakomita większość z nich jest dziś klasykami swego gatunku (Baryłeczka 1947, Symfonia pastoralna 1947, Obywatel Kane 1948, Pod niebem Sycylii 1952, Ditta 1952, Rewizor 1953, Urok szatana 1954).

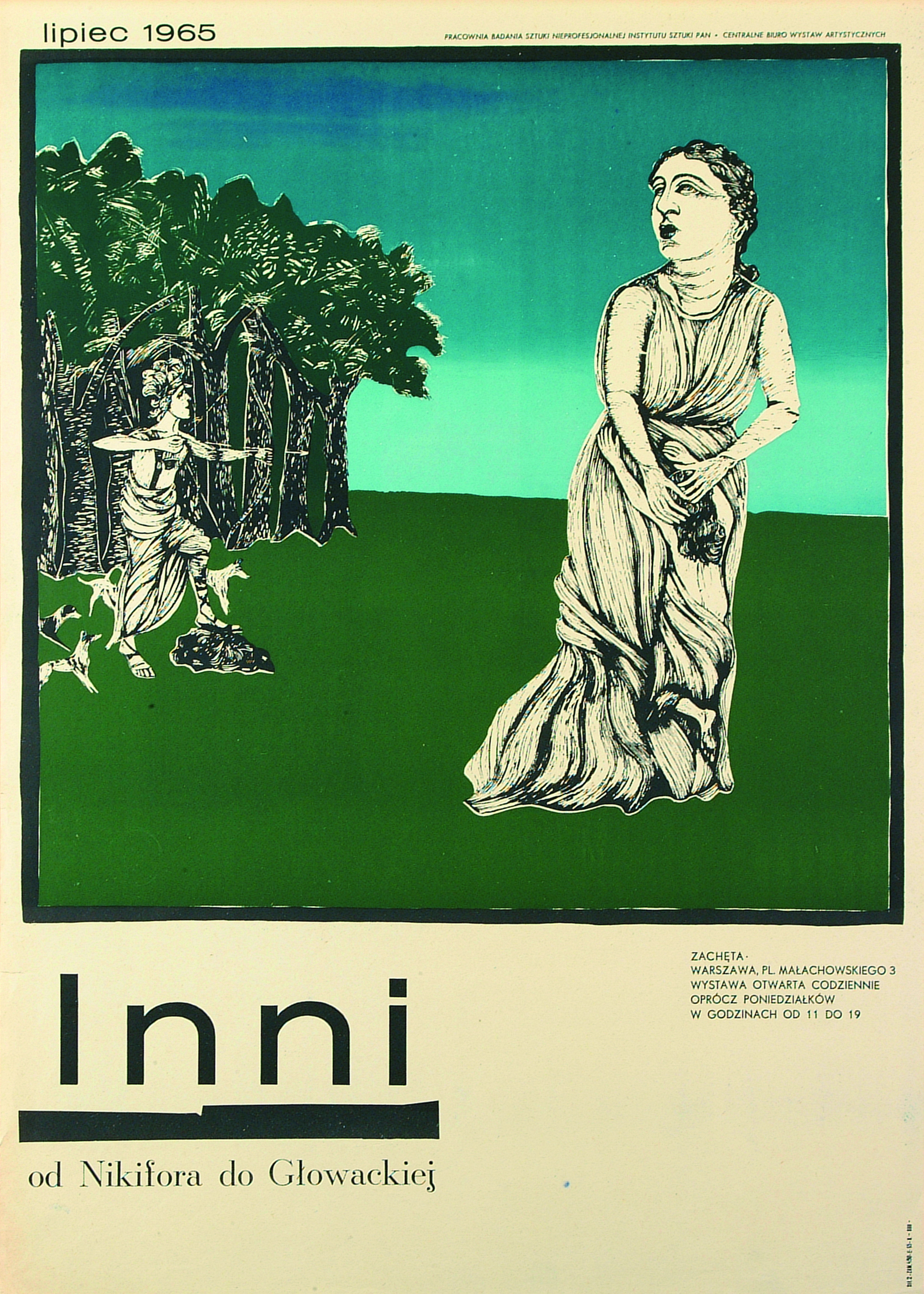
Henryk Tomaszewski, plakat Inni. Od Nikifora do Głowackiej, 1965

Pięć pierwszych nagród zdobytych przez Tomaszewskiego na Międzynarodowej Wystawie Plakatu w Wiedniu w 1948, zapoczątkowało międzynarodowe zainteresowanie polskim plakatem i sukces polskich plakacistów.
W końcu lat 50. Tomaszewski zaczął redukować ten bujny malarski styl, zmierzając ku większej ascezie, prostocie, bardziej abstrakcyjnym rozwiązaniom, nieomylnemu rysunkowi, który z czasem zaczął dominować jako główny motyw plakatów. Charakterystyczną cechą jego plakatów było autorsko rozwiązane liternictwo, które przyjmowało wiodącą rolę w kompozycji plakatu, stawało się głównym, znaczącym motywem (Piotr Potworowski 1958, Moore 1959, Cyrk 1963, Wystawa Wojciecha Zamecznika 1988, Love 1991).
Poza plakatami projektował także ilustracje książkowe, okładki (współpracował m.in. z wydawnictwami PIW i Czytelnik), scenografie teatralne (był głównym scenografem warszawskiego Teatru Syrena w latach 1950–1952), współpracował przy projektowaniu pawilonów wystawowych (m.in. w Londynie 1954 i Paryżu 1955).
W latach 1956–1962 publikował felietony rysunkowe w „Przeglądzie Kulturalnym”, wydane w albumie Książka zażaleń (Warszawa 1961).
W latach 1952–1985 Tomaszewski prowadził pracownię plakatu w warszawskiej Akademii Sztuk Pięknych, pracownię, której sława szybko przekroczyła granice Polski. Na studia do Tomaszewskiego zaczęli ściągać studenci z całego świata. Jego metoda, polegająca na stawianiu przyszłym plakacistom zadań, którymi były często abstrakcyjne pojęcia, kształtowała przede wszystkim wrażliwość intelektualną, umiejętność logicznego myślenia, wyobraźnię. Tomaszewski pisał:
„Podaję temat, z którego student drogą analizy powinien odrzucić co zbędne, aby dojść do skrótu – znaku. (...) Przyzwyczajam ich do rezygnacji z orzeczeń, przymiotników i wszelkich pięknych, a najczęściej zbędnych ozdobników. W każdym zadaniu jest jakaś zagadka, którą muszą rozwiązać”. „Wszystko idzie od OKA. Ono musi być wykształcone, niepodległe – abstrakcyjne”.

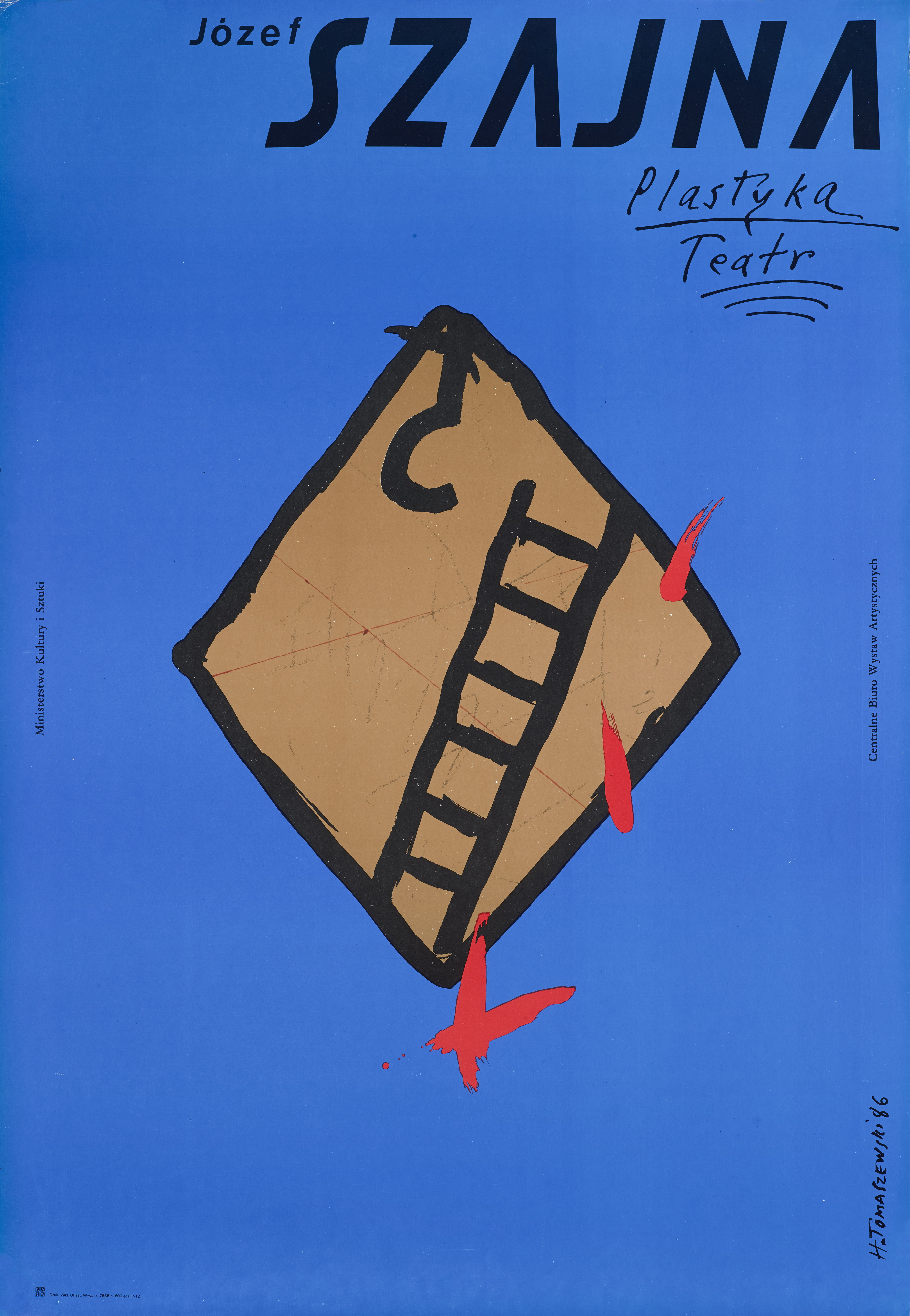
Henryk Tomaszewski, plakat zapowiadający wystawę Józefa Szajny

Pedagogiczna praktyka Tomaszewskiego, oparta na ćwiczeniu i rozbudzaniu intelektu, poszukiwaniu nowych rozwiązań, przełamywaniu stereotypów, nieuleganiu schematom i nade wszystko podkreślająca własny, indywidualny język projektanta stała się swoistą wykładnią polskiej szkoły plakatu.
Podkreślane wielokrotnie intelektualny charakter i wartość sztuki Tomaszewskiego nie odnoszą się jedynie do przekazu, jaki niosą ze sobą jego plakaty i rysunki, do ich treści i sposobu wizualnego rozwiązania, ale do bardziej fundamentalnego zagadnienia. Rewolucyjna istota sztuki i sposobu uczenia Tomaszewskiego polegała na zanegowaniu historycznego porządku i miejsca, w jakim tkwiła do tej pory grafika projektowa, a z nią plakat i inne formy wizualnego komunikatu. Tomaszewski uczył plakatu tak, jak uczy się sztuki wolnej od utylitarnych funkcji.
Ucząc grafiki projektowej i projektując plakaty, odrzucał dorobek i doświadczenie racjonalnej w podejściu do konstruowania informacji wizualnej awangardy europejskiej (tradycję Bauhausu, typografii konstruktywistów, druku funkcjonalnego, typografii szwajcarskiej), który to dorobek po II wojnie światowej stał się międzynarodowym alfabetem, „elementarzem form”. Jego twórczość wyrastała ponad standardy grafiki użytkowej.
O swojej sztuce Tomaszewski mówił w kategoriach użytkowych. „Grafika taka, jaką ja uprawiam, to sztuka usługowa, jak to kiedyś powiedziałem: ja jestem grafik, co nosi meble, bo kiedy przychodzi klient i mówi: zanieś pan te meble, to ja zanoszę”. W umiejętności synkretycznego łączenia tego, co postrzegane jest jako przeciwstawne, tkwi zapewne sedno jego metody.
Wśród jego uczniów są m.in.: Pierre Bernard, Andrzej Budek, Marek Freudenreich, Joanna Flatau (malarka), Jacek Gawłowski, Leszek Hołdanowicz, Radovan Jenko, Andrzej Klimowski, Cyprian Kościelniak, Lech Majewski, Jan Młodożeniec, Piotr Młodożeniec, Marcin Mroszczak, Gérard Paris-Clavel, Filip Pągowski, Alain Le Quernec, Wiesław Rosocha, Thierry Sarfis, Romuald Socha, Janusz Stanny, Rosław Szaybo, Stefan Szczypka, Maciej Urbaniec, Mieczysław Wasilewski, Bronisław Zelek.
W 1966 otrzymał tytuł profesora, w latach 1959–1966 oraz 1972–1974 pełnił funkcję dziekana Wydziału Grafiki warszawskiej ASP. Był członkiem Rady Wyższego Szkolnictwa Artystycznego, Rady Artystyczno-Programowej Muzeum Plakatu w Wilanowie, Komitetu Organizacyjnego Międzynarodowego Biennale Plakatu w Warszawie, od 1957 roku członkiem Alliance Graphique Internationale (A.G.I.). W 1976 otrzymał tytuł Królewskiego Projektanta nadany przez Royal Society of Arts w Londynie.
Został pochowany na Cmentarzu Powązkowskim w Warszawie (kwatera 296-6-6).

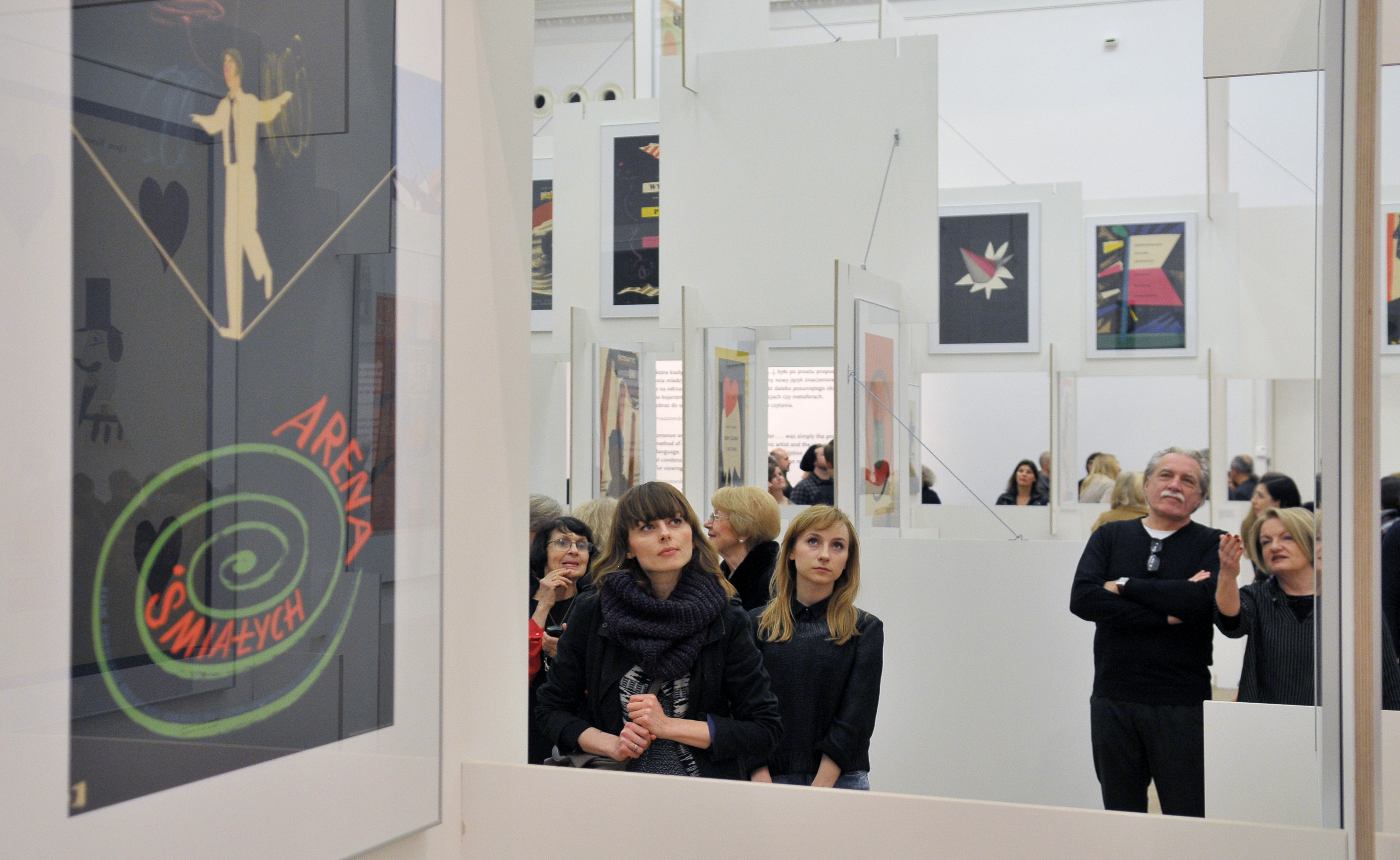
Wystawa Henryk Tomaszewski. Byłem, czego i Wam życzę w Galerii Zachęta w stulecie urodzin artysty, 2014

Prace Henryka Tomaszewskiego znajdują się m.in. w zbiorach:
- Muzeum Plakatu w Wilanowie,
- Muzeum Narodowego w Poznaniu,
- Museum of Modern Art w Nowym Jorku,
- Museum of Modern Art w Toyama,
- Muzeum Sztuki Nowoczesnej w São Paulo,
- Muzeum Plakatu w Wilanowie
- Stadelijk Museum w Amsterdamie,
- Museum für Gestaltung w Zurychu,
- Deutsches Plakat-Museum w Essen,
- Plakatmuseum w Århus.

## Ordery i odznaczenia[3]
- Krzyż Komandorski Orderu Odrodzenia Polski (1959)
- Krzyż Kawalerski Orderu Odrodzenia Polski (1954)
- Medal 40-lecia Polski Ludowej (1984)[4]
- Medal 10-lecia Polski Ludowej (19 stycznia 1955)[5]
- Odznaka tytułu honorowego „Zasłużony dla Kultury Narodowej” (1987)[6]

## Wybrane nagrody
- 1939 – I nagroda w konkursie na projekt pawilonu przemysłu polskiego na Światowej Wystawie w Nowym Jorku.
- 1947 – I nagroda w międzynarodowym konkursie na plakat dla ONZ.
- 1948 – pięć pierwszych nagród na międzynarodowej wystawie plakatu w Wiedniu.
- 1948 – Nagroda w międzynarodowym konkursie na plakat olimpijski w Londynie.
- 1953 – I Nagroda na I Ogólnopolskiej Wystawie Plakatu w Warszawie.
- 1953 – Nagroda Państwowa II stopnia[7].
- 1955 – Nagroda Miasta Wiednia za najlepszy plakat eksponowany w Wiedniu.
- 1956 – Nagroda Ministra Kultury i Sztuki na Wystawie Polskiego Plakatu. Filmowego w Warszawie.
- 1959 – Nagroda artystyczna tygodnika „Przegląd Kulturalny”.
- 1963 – I nagroda na VII Międzynarodowym Biennale Sztuki Współczesnej w São Paulo.
- 1963, 1965, 1969, 1970, 1973 – Nagroda Prezydenta miasta Warszawy za najlepszy plakat roku.
- 1965 – Złoty medal na Międzynarodowej Wystawie Sztuki Edytorskiej w Lipsku.
- 1966 – Srebrny medal na I Międzynarodowym Biennale Plakatu w Warszawie.
- 1967 – Złoty medal na II Ogólnopolskim Biennale Plakatu w Katowicach.
- 1970 – Złoty medal na Międzynarodowym Biennale Plakatu w Warszawie.
- 1975 – Srebrny medal na VI Ogólnopolskim Biennale Plakatu w Katowicach.
- 1979 – Grand Prix na VIII Biennale Plakatu Polskiego w Katowicach.
- 1984 – Nagroda Fundacji Alfreda Jurzykowskiego w Nowym Jorku.
- 1986 – Nagroda Icograda na IX Międzynarodowym Biennale Plakatu w Warszawie.
- 1988 – Złoty i srebrny medal na XII Międzynarodowym Biennale Plakatu w Warszawie.
- 1991 – Brązowy medal na III Międzynarodowym Triennale Plakatu w Toyamie.

## Wybrane wystawy indywidualne
- 1969 – Henryk Tomaszewski, Dessins et Affiches, Société des Beaux-Arts, Biel/Bienne, Szwajcaria.
- 1972 – Laureaci III Międzynarodowego Biennale Plakatu, Muzeum Plakatu, Wilanów.
- 1984 – Henryk Tomaszewski – plakaty, Galeria Wahl, Warszawa.
- 1989 – Affiches de Pologne 1945–1988. Hommage á Henryk Tomaszewski, Centre de la gravure et de l'image imprimée, La Louvière (Belgia).
- 1990 – Laureaci XII Międzynarodowego Biennale Plakatu w Warszawie, Muzeum Plakatu, Wilanów.
- Poolse Affiches 1945–1990. Hulde aan Henryk Tomaszewski, Hessenhuis, Antwerpia.
- 1991 – Henryk Tomaszewski, Stedelijk Museum, Amsterdam.
- 1992 – Henryk Tomaszewski, Ginza Graphic Gallery, Tokio.
- 1996 – Henryk Tomaszewski – Moja droga twórcza. Galeria Grafiki i Plakatu, Warszawa

## Wydawnictwa
- Henryk Tomaszewski: Książka zażaleń, Wydawnictwo Artystyczno-Graficzne, Warszawa 1961.